# Ananiv (huyện)
Huyện Ananiv (tiếng Ukraina: Ананьївський район, chuyển tự: Ananivs’kyi raion) là một huyện của tỉnh Odessa thuộc Ukraina. Huyện Ananiv có diện tích 1050 km², dân số theo điều tra dân số ngày 5 tháng 12 năm 2001 là 32619 người với mật độ 31 người/km2. Trung tâm huyện nằm ở Ananiv.